# Peire Duran de Limoux
Peire Duran de Limoux o de Limos (... – XIV secolo) è stato un trovatore di cui non si conosce quasi nulla, tranne il fatto che in un manoscritto del XIV secolo si attribuisce a un personaggio di questo nome, fabbricante di pettini a Limoux, un "vers" morale che ricevette nel 1373 la violetta.
Canso (vers)
Canzone composta di cinque stanze di dieci versi endecasillabi ciascuna, con schema metrico ABBACCDDEE ABBACCDDEE ABBACCDDEE ecc. con rime tutte maschili o ossitone. La tornada di sei versi ripete le ultime sei rime baciate, mentre i quattro versi dell'endressa  le ultime quattro.
           De far un vers soy eras ben d'acort 

           per fin'amor, pensan del gay saber, 

           quar e subtils, que dona gran plazer 

           als amadors, gaug, solas e deport. 

           E sel que vol d'amor pretz conquistar, 

           en totz sos faytz deu vicis esquivar; 

           aman de cor veray, e gen servir 

           e merceyar si Dons, e'ls bes grazir, 

           sufren los mals, car, en apres afans, 

           ab bon esfortz, pot esser benanans. 

           Qui vol d'amor avenir a bon port, 

           no vuelha dir a degun son voler, 

           ni desselar so que pot dan tener, 

           que fols parlars soen procura mort; 

           savis es donx qui fug a fol parlar, 

           e fols qui ditz so que s fay a selar; 

           e qui sos joys secretz no sab tenir 

           e mals e bes pessar ab gen cubrir, 

           no sec lo cors que far deu fis amans, 

           que vol, en patz, sufrir los bes e 'ls dans. 

           [...]

           [TORNADA]

           Mos bels captenhs d'auta valor, ses par,

           flors de joven, miralhs de fin pretz car,

           la vostr'amors me fay reiovenir,

           e 'l dous parlar ab plazent aculhir

           me tenon gay, flors gentils, agradans,

           per qu'ieu vos soy fizels, himilians.

           [ENDRESSA]

           Pros coms Gastos, jamay no m vuelh partir

           de vos lauzar; ans me deu abelir,

           car vostre pretz sobre totz es montans,

           comtes e dux, marques ez amirans.